# Sävsjö (comuna)
Sävsjö (em sueco: Sävsjö kommun; ( PRONÚNCIA) é uma comuna sueca na região da Gotalândia, da província da Småland e condado de Jönköping. Sua capital é a cidade de Sävsjö. Tem área de 679 quilômetros quadrados e de acordo com o censo de 2018, havia 11 631 habitantes.

## Localidades principais
Localidades com mais população da comuna:
| # | Localidade | População |
| - | ---------- | --------- |
| 1 | Sävsjö     | 5 537     |
| 2 | Vrigstad   | 1 482     |
| 3 | Stockaryd  | 1 091     |